# Корбета
Корбета (итал. Corbetta) је насеље у Италији у округу Милано, региону Ломбардија.
Према процени из 2011. у насељу је живело 13801 становника. Насеље се налази на надморској висини од 139 м.

## Становништво
| 1931. | 1936. | 1951. | 1961. | 1971.  | 1981.  | 1991.  | 2001.  | 2011.  |
| ----- | ----- | ----- | ----- | ------ | ------ | ------ | ------ | ------ |
| 8.078 | 8.157 | 8.789 | 9.620 | 11.385 | 12.506 | 13.362 | 13.735 | 17.460 |